# Robert Fein
Robert Fein (Vienna, 9 dicembre 1907 – Vienna, 2 gennaio 1975) è stato un sollevatore austriaco.

## Biografia
Ha vinto la medaglia d'oro olimpica nel sollevamento pesi alle Olimpiadi 1936 svoltesi a Berlino, nella categoria pesi leggeri in ex æquo con l'egiziano Anwar Mesbah.
Ai Campionati mondiali di sollevamento pesi ha vinto la medaglia d'argento nell'edizione disputata a Parigi nel 1937, mentre ai Campionati europei ha vinto due medaglie d'oro, una d'argento ed una di bronzo.
Nel corso della sua carriera ha realizzato 8 record del mondo, tutti della categoria dei pesi leggeri, di cui 4 nella prova di distensione lenta e 4 nella prova di strappo.